# Ђорђилорио (Лече)
Ђорђилорио (итал. Giorgilorio) је насеље у Италији у округу Лече, региону Апулија.
Према процени из 2011. у насељу је живело 3360 становника. Насеље се налази на надморској висини од 44 м.